# Berndivent
Berndivent ist eine Filmreihe auf dem Kindersender KiKA, die jeweils rund 45-minütige Kinderfilme mit den Puppen Bernd das Brot, Chili das Schaf und Briegel der Busch umfasst. Die Reihe lief 2006 einmal im Monat zur Hauptsendezeit um 20.15 Uhr.
Neben neu produzierten Filmen wurden auch einige ursprünglich als Fortsetzungsgeschichte in Chili TV gezeigte Abenteuer wiederholt.

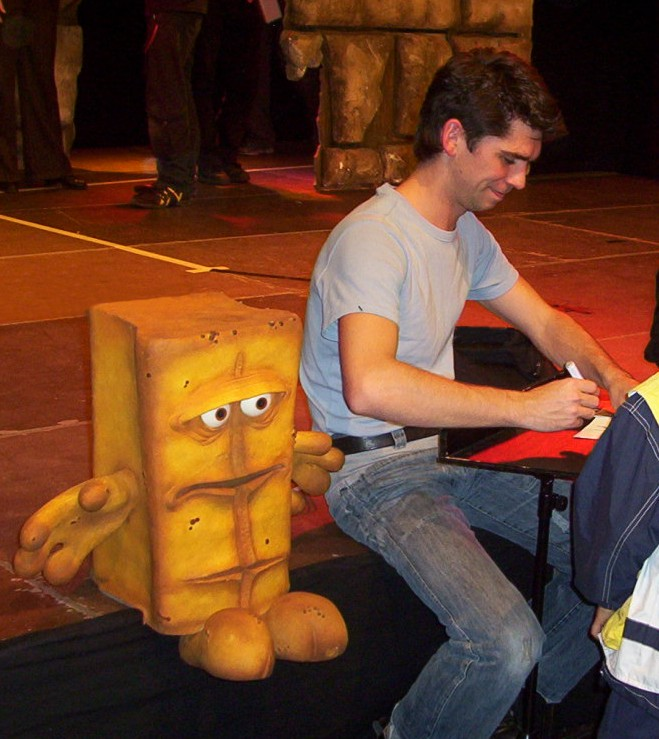
Puppenspieler Jörg Teichgraeber mit der Bernd-Puppe bei einer Autogrammstunde

## Berndivent-Filme 2006

### Der Mann mit den zwei Nasen
Bernd erwacht aus einer Ohnmacht. Er hält ein Messer in der Hand. Ein Sondereinsatzkommando nimmt ihn fest. Bernd soll seinen neuen Nachbarn ermordet haben. Da er unter Gedächtnisverlust leidet, ist seine Verteidigung sehr schwer. Zudem wird diese von Briegel und Chili übernommen, was Bernds Chancen vor Gericht nicht gerade verbessert. Doch schließlich erlangt er sein Gedächtnis wieder, sodass Bernd seine Unschuld beweisen kann. Dieser Film ist eine Parodie auf Gerichtsfilme. 
 Erstausstrahlung: 21. Januar 2006 

### Brot-Olympia
Bernd wird von Chili und Briegel zu den Winterspaß-Spielen auf einer Skihütte mitgenommen. Dort trifft Briegel auf einen alten Widersacher: Frank Stein Senior, der ebenfalls ein verrückter Erfinder ist. Dieser ist neidisch auf Briegel, weil dieser mehr erfindet als er. Nach verschiedenen Wettkämpfen bei den Winterspaß-Spielen, wie z. B. Wettessen, Schneemann bauen oder Nägel einschlagen, gelingt es den dreien, den verrückten Erfinder zu besiegen. Gaststar: Oli.P als Moderator. 
  Gekürzte Erstausstrahlung 2005 in Chili TV, Ausstrahlung im Berndivent: 25. Februar 2006 

### Kasten
Chili, Briegel und Bernd werden in einem riesigen Stahlbetonkasten festgehalten. Sie haben keine Ahnung, wie sie dort hingelangt sind. Der Raum scheint aus völlig identischen Betonwänden zu bestehen. Zunächst versuchen Briegel – er morst unter anderem, sie seien „eigeslosn“ – und Chili alleine einen Weg nach draußen zu finden, während Bernd in seiner Besonnenheit lieber abwartet. Erst als sich die drei entschließen, ihre Fähigkeiten clever zu kombinieren, können sie den Weg nach draußen finden. Nachdem sie aus dem Kasten entkommen sind, stellen sie fest, dass Frank Stein Junior sie in diese Falle gebracht hat. Er wollte sich damit bei seinem Vater Frank Stein Senior beliebt machen, weil die drei diesen immer wieder besiegt haben.
Der Film ist eine Persiflage auf den Film Cube. Zudem wird die Besorgnis von Eltern persifliert, dass die Dinge, die von den Akteuren gemacht werden, Kinder zum Nachahmen anregen könnten. Bevor zum Beispiel die Betonwand mit Hilfe von Neongas aus einer Leuchtstoffröhre und Schwarzpulver in die Luft gesprengt wird, sprechen die Akteure direkt zu den Zuschauern, und warnen die Kinder vor Nachahmung. Die zuschauenden Kinder antworten scheinbar darauf. Siehe dazu auch unter Bernd das Brot die nicht wiederholten Folgen von Tolle Sachen. Gaststar: Michael Kessler

  Erstausstrahlung: 25. März 2006 

### King Brot
Bernd wird zusammen mit Briegel und Chili von einem Professor (Christian Brückner) auf eine Südsee-Insel eingeladen. Dieser erzählt ihnen, dass er in einem Bernstein einen prähistorischen Brotkrumen gefunden hat. Aus diesem Brotkrumen hat er ein weibliches Riesenbrot geklont. Allerdings bricht die Brotin aus, als der Professor sie mit Kühen füttern und mit Clowns aufheitern will.
Der Professor trennt Bernd von Briegel und Chili, entführt Bernd, und bindet ihn an den Baum, um das entlaufene Riesenbrot einzufangen. Zudem braucht er Bernd um Brot-Nachkommen zu züchten. Nachdem Briegel und Chili hinter diesen Plan gekommen sind, überwältigen sie den Professor und machen sich zusammen mit diesem auf die Suche nach Bernd.
Bernd wurde inzwischen von der Riesenbrotin in eine Höhle gebracht. Danach ist sie wieder verschwunden. Bernd gefällt es in der Höhle sehr gut, weil es dort genauso öde ist wie in seiner Wohnung. Als die Riesenbrotin wiederkommt, trinken sie gemeinsam Mehlsuppe und freunden sich an.
Briegel, Chili und der Professor finden unterdessen im Dschungel Remsraptoren-Eier. Remsraptoren sind eine Mischung aus Remshühnern und Raptoren, eine Kreuzung, die der Professor auch auf der Insel für seinen Freizeitpark gezüchtet hat. Briegel kann der Versuchung nach einem verlockenden Geschäft nicht widerstehen und stiehlt heimlich die Eier.
Schließlich trifft Bernd wieder mit den dreien zusammen. Da Briegel aber noch mehr Dinge aus dem Urwald gestohlen hat, sind nicht nur die Remsraptoren, sondern auch viele andere Dschungelbewohner auf der Jagd nach ihm. Da erscheint die Riesenbrotin und rettet Bernd und die anderen.
Es gelingt Bernd, die anderen davon zu überzeugen, dass die Riesenbrotin harmlos ist und nur ihre Ruhe haben möchte. Nur der Liebe der Riesenbrotin erweist Bernd eine klare Absage, und so hinterlässt Bernd ein gebrochenes Brotherz auf der Insel.
Dieser Film ist eine Parodie auf Filme wie King Kong, Tarzan und Jurassic Park.

  Erstausstrahlung: 29. April 2006 

### USS Bumblebee Bush: Im Weltall hört dich niemand „Mist“ sagen
„Götz der Gnadenlose“ wird von Briegel in die Kerkerdimension verbannt, aus dieser kann er sich aber befreien. Götz besiegt nach seiner Flucht die Sternenflotte und setzt ein Kopfgeld auf die Besatzung der „USS Bumblebee Bush“ aus. So sind Captain Briegel, Lieutenant Chili und Mister Brot auf der Flucht vor ihm.
Mehrfach gelingt es „Götz dem Gnadenlosen“ die Besatzung der „USS Bumblebee Bush“ aufzuspüren, doch diese können seinen Fallen stets entkommen. Erst als sich ihnen zwei ergraute Superhelden im Kampf gegen „Götz den Gnadenlosen“ anschließen, kann dieser schließlich besiegt werden.
Das Special enthält Anspielungen auf diverse Science-Fiction-Filme wie Star Trek, Star Wars und Starship Troopers. 
  Ausstrahlung: 27. Mai 2006. Erstausstrahlung 2004 in Chili TV 

### Die Kicker-WM
Im Vorfeld der Fußball-WM wollen Chili und Briegel sich Karten für das Eröffnungsspiel sichern. Der Plan geht wie erwartet schief und so haben die beiden nicht nur keine Karten, sondern auch noch zwei neue Feinde, denen sie den Kartenkauf ebenfalls verdorben haben.
In einem Kneipen-Tischfußball-Turnier sehen Chili und Briegel ihre letzte Chance auf den Gewinn der Karten und schleppen natürlich auch Bernd hin. Zunächst brauchen sie aber einen Trainer. Sie finden ihn im ehemaligen Kickerweltmeister, der jetzt zurückgezogen in den Bergen lebt.
Derart gerüstet (und nachdem sie ihren Trainer in einer (natürlich durch sie verursachten) Lawine verloren haben) treten sie zum Turnier an und treffen dort auf ihre neuen Feinde, die mit unfairen Tricks das Turnier für sich zu entscheiden suchen.
Klar, dass Bernd für seine Freunde wieder die Eisen aus dem Feuer holen muss.

  Erstausstrahlung: 3. Juni 2006 

### Rockt das Brot 2
Bei einer Jam-Session mit seiner Band aus Rockt das Brot wird Bernd von einem schleimigen Musikproduzenten gehört. Briegel und Chili fallen auf den Typen herein und unterzeichnen einen Vertrag und reiten damit Bernd und die Band in den Mist.
Doch die Videoaufzeichnung des Fußball-Fansongs zur WM läuft für den Produzenten anders als geplant.

  Ausstrahlung: 24. Juni 2006. Erstausstrahlung 2005 als Mehrteiler in Chili TV 

### Berndi Broter und der Kasten der Katastrophen
Hauptartikel: Berndi Broter und der Kasten der Katastrophen
In der Parodie auf Harry Potter wird Bernd das Brot als Schüler an der Zauberschule Blockharz aufgenommen. Doch dort treibt ein böser Zauberer, dessen Namen man nicht aussprechen kann, sein Unwesen. 
  Ausstrahlung: 29. Juli 2006. Erstausstrahlung 2004 als Mehrteiler in Chili TV 

### Meine Ferien in Playa d’en Balla
Bernd das Brot, Chili das Schaf und Briegel der Busch wollen in den Urlaub fahren (bis auf Bernd, der will daheimbleiben, wird aber wie immer mitgeschleppt.) Nach einer chaotischen Anfahrt, die den Vorspann bildet, kommen sie in Playa d'en Balla, einem Hotel im Industriepark Bitterstadt mit spanischem Ambiente, an. Zunächst gefällt es nur Briegel, Chili und Bernd meckern an allem herum. Doch dann sieht Bernd kurz Diebe im Zimmer und am nächsten Tag tauchen 2 Animateure auf, die dasselbe Programm machen, nur lauter. Chili findet auf einmal alles prima, doch Briegel gefällt es nicht mehr, während Bernd misstrauisch untersucht, was die neuen Animateure im Schilde führen. Die Animateure vertreiben nach und nach alle Gäste bis auf Chili, Bernd und Briegel. Bei einer Schatzsuche kommt ein Tresor zum Vorschein. Die Diebe erzählen, dass sich darin Gold und Edelsteine befinden; dies hat ihnen ein ehemaliger Zellengenosse verraten. Es gelingt den dreien schließlich die falschen Animateure zu überwältigen.

  Erstausstrahlung: 27. August 2006 

### Brot im Orientexpress
Bernd bekommt ein altes Paket zugestellt, das jahrzehntelang auf der Post gelegen hat. Das Paket stammt von seinem verstorbenen Ur-Ur-Großvater. Kurz nachdem das Paket geliefert worden ist, stürmen Briegel und Chili wieder einmal unangemeldet in Bernds Wohnung. Neugierig öffnen diese sofort das Paket. In diesem ist das Tagebuch von Bernds Ur-Ur-Großvater. So muss Bernd daraus vorlesen. Erzählt wird darin die Geschichte von Bernds Vorfahr, wie dieser als Reporter einen Fall im Orientexpress aufklärt.
Dieser Film ist eine Parodie auf Agatha Christies Roman Mord im Orient-Express und dessen Verfilmung. 
  Ausstrahlung: 30. September 2006 

### Burg Briegelstein
Chili wird als Stuntschaf gefeuert, weil sie eben keine Menschen doubeln kann und das nun schon das 27. Mal!
Daraufhin ist sie so niedergeschlagen, dass Briegel und Bernd (gezwungenermaßen) beschließen, ihr ein gestelltes Abenteuer zur Aufmunterung vorzubereiten. Sie inszenieren eine Entführung vom bösen „Graf Brotula“, der auf der „Burg Briegelstein“ (In Wahrheit: Burg Frankenstein) auf sie wartet. Chili, die den Plan der beiden mit angehört hatte, macht sich in freudiger Erwartung auf zur Burg, nicht ahnend, dass sie dort gegen echte Geister kämpfen muss.
Dieser Film ist eine Parodie auf klassische Horrorfilme wie zum Beispiel Frankenstein.

  Ausstrahlung: 28. Oktober 2006 

### Bis das Brot gefriert
Chili, Briegel und Bernd machen einen Ausflug auf eine verlassene Ski-Hütte. Dort werden sie von einem Monster bedroht. 
  Ausstrahlung: 25. November 2006. Erstausstrahlung 2005 als Mehrteiler in Chili TV 

### Brot Neujahr!
Das Silvesterspecial vom Berndivent. Briegel erfindet eine Maschine (das Ostweihgebsilvamenstubiläumotron). die es erlaubt, alle Feste eines Jahres auf einmal zu feiern. Die große Chance für Bernd, das ganze Elend nur einmal über sich ergehen zu lassen. Seine Zustimmung zum Experiment hätte er sich aber zweimal überlegen sollen – Mist.

  Ausstrahlung: 30. Dezember 2006 

## Weitere Bernd-Filme
Für folgende bisher als Special gezeigte Filme ist bisher noch keine Wiederholung im Rahmen der Berndivents angekündigt:

### 3 für Robin Hood
Chili, Briegel und Bernd sind Mitglieder in der Bande von Robin Hood und müssen diesen aus der Gefangenschaft retten. Als Gaststars treten in diesem Film Christoph Maria Herbst, Stefan Jürgens, Hugo Egon Balder und Sissi Perlinger auf. Den kleinen Jungen spielte Jonathan Thüringer. 
  Wurde ursprünglich für den 29. Juli 2006 im Rahmen der Berndivents angekündigt, wurde aus dem Trailer jedoch nachträglich wieder entfernt. 
 Erstausstrahlung 2003 in Chili TV 

### Rockt das Brot
Briegel hat alte Gebäudepläne gefunden. Auf dem Gelände, wo sich jetzt das KiKA-Studio befindet, war in den 1920er Jahren eine Radiostation. Chili macht bei der Suche nach dem alten Studio natürlich begeistert mit. Und Bernd wird ohnehin nie gefragt und muss mitmachen. Nachdem Briegel den Fußboden mit einem Pressluftbohrer durchstoßen hat, finden sie tatsächlich das alte Tonstudio.
Dort treffen die drei auf die Melody-Cats, die Geister einer Mädchengesangsgruppe. Als das Tonstudio zugemauert wurde, wurde diese mit eingemauert. Seither spuken ihre Geister durch das Studio. Erst wenn die Melody-Cats wieder Musik machen, können ihre Seelen in Frieden ruhen. Und so wollen Chili und Briegel Bernd gegen dessen Willen zu einem Musikstar machen, mit den Melody-Cats als Backgroundchor. Hierzu veranstalten sie eine Castingshow im Stil von Deutschland sucht den Superstar.
In diesem Film entdeckt Bernd auch neben dem Anstarren der Raufasertapete eine neue Leidenschaft. In Pias Bar hört Bernd eine Blues-Band spielen. Die Musik gefällt ihm. Nachdem er selber mitgesungen hat, wird die Band für Bernds Plattenaufnahme engagiert. Diese wird danach als Werbemaßnahme in Briegels Wohnung untergebracht und 24 Stunden am Tag von Kameras überwacht. (Im Stil von Big Brother).
Doch Bernd gefällt die Kommerzialisierung seiner Musik nicht. Genauso wie den Melody-Cats. Chili und Briegel wollen aber „das große Geld“ mit der Musik verdienen. Und so kommt es zum Streit. Doch schließlich sehen Briegel und Chili ein, dass sie allen den Spaß an der Musik verdorben haben. Und so geht Bernd ausnahmsweise als Sieger hervor, und auch die Melody-Cats finden ihren Frieden.
Ausstrahlung: 31. Dezember 2004 (zuvor als Mehrteiler in Chili-TV)